# 石纹焦掌贝
石纹焦掌贝（学名：Palmadusta fimbriata）又稱紫端宝螺（Cypraea fimbriata），为宝贝科焦掌贝属的动物。分布範圍北起日本以南，经菲律宾、印度尼西亚至澳大利亚，东自夏威夷群岛、土阿莫土群岛，向西经太平洋至印度洋诸岛、红海、东非沿岸、桑给巴尔，也見於台湾岛及中国大陆的海南岛、西沙群岛、南沙群岛等地，属于暖水种。牠們多栖息于浅水中，垂直分布于从潮间带低潮区附近至水深54米沙、石砾、贝壳的海底。